# Erium globosum
Erium globosum är en insektsart som först beskrevs av William Miles Maskell 1892.  Erium globosum ingår i släktet Erium och familjen ullsköldlöss. Inga underarter finns listade i Catalogue of Life.